# چاک هیز
چاک هیز (انگلیسی: Chuck Hayes؛ زادهٔ ۱۱ ژوئن ۱۹۸۳) بازیکن بسکتبال اهل ایالات متحده آمریکا است. از باشگاه‌هایی که در آن بازی کرده‌است می‌توان به ساکرامنتو کینگز، تورنتو رپترز، و هیوستون راکتس اشاره کرد.